# Seema
Seema Bisla (ur. 14 kwietnia 1992) – indyjska zapaśniczka walcząca w stylu wolnym. Olimpijka z Tokio 2020, gdzie zajęła trzynaste miejsce w kategorii 50 kg.  
Jedenasta na mistrzostwach świata w 2019. Brązowa medalistka mistrzostw Azji w 2021. Triumfatorka mistrzostw Wspólnoty Narodów w 2017. Wicemistrzyni Azji juniorów w 2012 i 2013 roku.